# Weinmannia tremuloides
Weinmannia tremuloides är en tvåhjärtbladig växtart som beskrevs av Hopkins & Florence. Weinmannia tremuloides ingår i släktet Weinmannia och familjen Cunoniaceae. Inga underarter finns listade i Catalogue of Life.